# Le Couloir de la mort
Pour les articles homonymes, voir Couloir de la mort (homonymie).
Le Couloir de la mort (titre original : The Chamber) est un roman policier de John Grisham paru en 1994. Le roman est adapté au cinéma en 1996 par James Foley sous le titre L'Héritage de la haine (The Chamber).

## Résumé
En 1967, à Greenville, dans l'État du Mississippi, le bureau de l'avocat juif Marvin Kramer est bombardé, blessant Kramer et tuant ses deux jeunes fils. Sam Cayhall, un membre du Ku Klux Klan, est identifié, arrêté et jugé pour leurs meurtres, commis en représailles à la participation de Kramer au mouvement des droits civiques. Deux procès sont amorcés, mais chaque fois l'avocat de Cayhall parvient à faire annuler les procédures. Vingt ans plus tard, le FBI fait pression sur un suspect pour témoigner contre Sam Cayhall à un troisième procès. Reconnu coupable et condamné à la peine de mort par l'usage de la chambre à gaz, le prévenu est envoyé au pénitencier d’État du Mississippi et incarcéré dans le couloir de la mort.
Maintenant sans avocat, Cayhall devient un cas pro bono et une équipe d'avocats contre la peine de mort, et ironiquement constituée de Juifs du cabinet Krawitz et Bane de Chicago, tentent de faire lever la sentence. Adam Hall, petit-fils de Sam Cayhall représente le condamné et met en branle les procédures dans le mois précédant l'exécution. Bien que manquant d'expérience dans les cas de peine de mort, il est déterminé à défendre son grand-père. Sam, en dépit de son passé violent, est l'un des rares parents qui restent au jeune Adam Hall. 
D'abord peu enclin à coopérer, Sam Cayhall finit par révéler des connaissances juridiques remarquables fort utiles à Adam pour faire jouer tous les rouages de la justice. Hall obtient ainsi un entretien avec l'agent du FBI qui a travaillé sur l'affaire initialement et découvre que Sam Cayhall n'est probablement pas le responsable du crime dont il a été reconnu coupable, même s'il était présent lors de la prise de décision pour l'attentat. Par ailleurs, Sam Cayhall a une longue histoire criminelle avec le Ku Klux Klan et semble avoir du sang sur les mains. En outre, Dogan, le témoin contre  Sam Cayhall au troisième procès, a apparemment été assassiné par le Ku Klux Klan.
Devant l'impossibilité d'accumuler des preuves suffisantes, Adam Hall cherche à persuader le gouverneur du Mississippi d'octroyer un pardon, mais Sam interdit une telle démarche, soupçonnant que le gouverneur pourrait s'en servir pour obtenir un gain politique.
Tous les appels sont ainsi épuisés. Sam, repenti, ne veut pas d'Adam comme témoin de l'exécution.
Sam Cayhall et Dogan maintenant morts, personne ne sait que le véritable coupable, celui qui a préparé et déclenché la bombe, vit toujours en liberté, sous une fausse identité, et a observé le déroulement de toute l'affaire. Adam, écœuré, mais également fasciné par l'expérience, quitte son cabinet d'avocats et accepte un poste moins bien payé avec un groupe d'avocats contre la peine de mort.

## Adaptation
- 1996 : L'Héritage de la haine (The Chamber), film américain réalisé par James Foley, avec Gene Hackman et Chris O'Donnell